# Thervay
 Thervay  es una población y comuna francesa, situada en la región del Franco Condado, departamento de Jura, en el distrito de Dole y cantón de Montmirey-le-Château.

## Demografía
| 416 | 364 | 298 | 323 | 307 | 361 | 372 | 372 | 379 | 381 | 384 | 383 |
| Para los censos de 1962 a 1999 la población legal corresponde a la población sin duplicidades (Fuente: INSEE [Consultar]) |     |     |     |     |     |     |     |     |     |     |     |